# Zapowiednik (jezioro)
Zapowiednik – jezioro w woj. wielkopolskim, w powiecie leszczyńskim, w gminie Włoszakowice, leżące na terenie Pojezierza Sławskiego.

## Dane morfometryczne
Powierzchnia zwierciadła wody według różnych źródeł wynosi od 22,5 ha do 24,1 ha.
Zwierciadło wody położone jest na wysokości 61,2 m n.p.m. lub 62,3 m n.p.m. Średnia głębokość jeziora wynosi 1,2 m, natomiast głębokość maksymalna 2,7 m.

## Hydronimia
Według urzędowego spisu opracowanego przez Komisję Nazw Miejscowości i Obiektów Fizjograficznych (KNMiOF) nazwa tego jeziora to Zapowiednik.